# Samhain

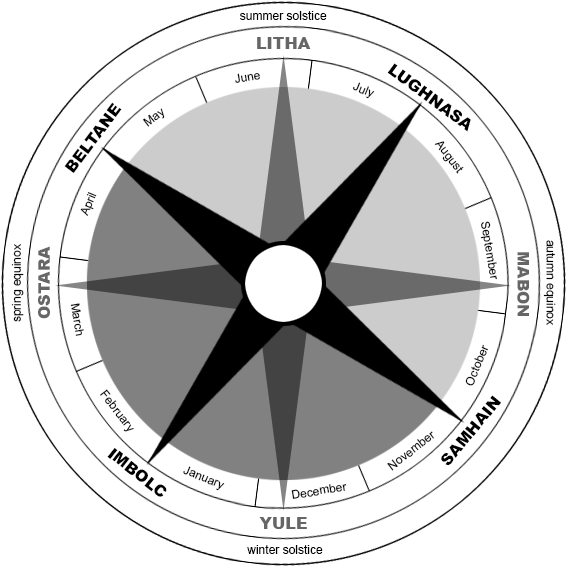
Posizionamento di Samhain nella ruota dell'anno.

Il Samhain (pronuncia irlandese: [ˈsˠəuɪnʲ], scozzese gaelica: [ˈs̪ãũ.ɪɲ], inglese: [ˈsɑːwɪn], [ˈsaʊɪn] o [ˈsaʊeɪn]), scritto anche Sauin (alla mannese, e pronunciato in [ˈsoːɪnʲ]), è un'antica festa celtico-pagana, celebrata tra il 31 ottobre e il 1º novembre, conosciuta anche come Samonios (come veniva chiamata dai  celti insubri del Nord Italia) e Capodanno celtico.
Risalente al VI secolo a.C., o addirittura prima, il suo nome deriverebbe dall'irlandese antico samain, samuin o samfuin, che si suppone significhi "fine dell'estate" (in irlandese moderno, invece, significa "novembre"). Successivamente diventò anche una festività neopagana, celebrata negli stessi giorni, in particolare nell'ambito del Celtismo e della Wicca; secondo la ruota dell'Anno, nell'emisfero australe il Samhain si celebra tra il 30 aprile e il 1º maggio, data che nell'emisfero boreale corrisponde invece alla notte di Valpurga, a essa stagionalmente speculare.
Le celebrazioni di Samhain, sia quelle religiose sia quelle folcloristiche, hanno origine da un'antica festività del paganesimo celtico, che ha influenzato anche la festa popolare di Halloween e la festività cristiana di Tutti i Santi.

## Storia
Il Calendario di Coligny (epigrafe in bronzo del II secolo d.C. ritrovata in Francia) è l'unica fonte archeologica che fa riferimento al computo del tempo presso i Celti, su questo calendario l'unica festa chiaramente indicata è proprio il Trinuxtion Samoni, o Samonios; tradizionalmente, si ritiene che questo popolo dividesse l'anno in due parti: inverno detto geimhredh (il cui inizio o capodanno era segnato dalla festa di Samonios/Samhain) ed estate, detta samradh (di cui l'inizio era segnato da Beltane). I Celti erano influenzati principalmente dai cicli lunari e delle stelle che segnavano lo scorrere dell'anno agricolo, che iniziava appunto con Samhain (in novembre), alla fine dei raccolti, quando il terreno veniva preparato per l'inverno.

La vigilia del mese di novembre (in irlandese Oidhche Shamhna) era dunque, in quanto rappresentava l'inizio del nuovo anno, una importante festività dell'antico calendario celtico, celebrata presumibilmente il 31 ottobre, rappresentando l'ultimo raccolto agricolo. Oggi, in Irlanda, Oíche Shamhna indica la notte di Halloween. I falò hanno un ruolo importante in questa festa. Anche in epoca cristiana i villici usavano lanciare nel fuoco le ossa del bestiame macellato (il bestiame aveva un ruolo preminente nel mondo gaelico pre-cristiano). Una volta che i falò erano stati accesi, tutti gli altri fuochi venivano spenti, e ogni famiglia prendeva solennemente il nuovo fuoco dal falò sacro situato a Tlachtga, vicino alla reale Collina di Tara.

Nella dimensione circolare-ciclica del tempo, caratteristica della cultura celtica, Samhain si trovava in un punto fuori dalla dimensione temporale che non apparteneva né all'anno vecchio e neppure al nuovo; in quel momento, il velo che divideva la terra dei vivi con quella dei morti si assottigliava, e i due regni potevano comunicare.
Come molte feste celtiche, veniva celebrata a più livelli: dal punto di vista materiale era il tempo della raccolta e dell'immagazzinamento del cibo per i lunghi mesi invernali. Essere soli in questa occasione significava esporre sé stessi e il proprio spirito ai pericoli dei rigori invernali. Naturalmente, questo aspetto della festa ha perso in epoca moderna gran parte del suo significato, visto che oggi le carestie fortunatamente non costituiscono più un problema come presso le antiche società rurali.
Spiritualmente parlando, la festa era un momento di contemplazione. Per i Celti morire con onore, vivere nella memoria della tribù ed essere ricordati nella grande festa che si sarebbe svolta la vigilia di Samhain era una cosa molto importante (in Irlanda questa sarebbe stata Fleadh nan Mairbh, "Festa dei Morti"). Questo era il periodo più magico dell'anno: il giorno che non esisteva. Durante la notte il grande scudo di Scáthach veniva abbassato, eliminando le barriere fra i mondi e permettendo alle forze del caos di invadere i reami dell'ordine e al mondo dei morti di entrare in contatto con quello dei vivi. I morti avrebbero potuto ritornare nei luoghi che frequentavano mentre erano in vita, e celebrazioni gioiose erano tenute in loro onore. Da questo punto di vista le tribù erano un tutt'uno col loro passato e il loro futuro. Questo aspetto della festa non fu mai eliminato pienamente, nemmeno con l'avvento del Cristianesimo.
Samhain fa parte dei momenti dell'anno che segnano tangibilmente il ritmo solare - lunare - agricolo ed è una festa di distruzione e ricostruzione del tempo cosmico, per cui chi non vi partecipa rischia di essere distrutto poiché è escluso dal tempo. A questo proposito in un testo ogamico si trova scritto che “chi non veniva a Emain in occasione della notte di Samhain perdeva la sua ragione. Si provvedeva ad alzare il tumulo, la sua tomba e la sua pietra tombale nella mattina seguente “ (“Ogam”, XI, 61).
L'autorità reale è sospesa, il re subisce la morte rituale, è annegato in una botte di vino e la sua casa viene incendiata (“Ogam” , VII, 38).
Samhain è una festa mitico-rituale che presenta evidenti aspetti di culto orgiastico, di rottura delle norme tradizionali e di riti di propiziazione e fecondazione. A quest'ultimo proposito antichi testi gaelici irlandesi parlano di sacrifici di primogeniti di animali (è dubbio che venissero eseguiti anche sacrifici umani), offerti all'idolo Cromm Cruaich (“Testa del Tumulo”). Tale uso crudele sarebbe stato abolito da San Patrizio (Dindshenchas di Mag Slecht; Vita Triplice, I, 90-91).
Infine, dal punto di vista dell'ordine cosmico, il sorgere delle Pleiadi, le stelle dell'inverno, segna la supremazia della notte sul giorno. In alcune parti della Bretagna occidentale, si usa cucinare le kornigou, torte a forma di corna di cervo, a simboleggiare il Dio cornuto che perde le corna prima di ritornare nel suo regno nell'Aldilà.

### La festa
I Romani entrarono in contatto con la cultura dei Celti la cui festa di il Samhain presentava affinità con la romana festa dei morti (Lemuria) che era però celebrata nei giorni 9, 11 e 13 maggio, e più ancora con la celebrazione del Mundus Cereris. Con la cristianizzazione, , nel 835 venne istituita da Papa Gregorio IV la festa delle reliquie cristiane prima dei santi apostoli, poi di tutti i santi il 1º novembre, giorno in cui a Roma si festeggiava San Cesario diacono e martire (santo tutelare degli imperatori romani). ; gli imperiali installati sul Palatino gli ricordavano ogni anno, con la festa di San Cesario, . Più tardiva di circa un secolo (998) invece, risulta l'istituzione della Commemorazione di tutti i defunti (2 novembre), questa volta grazie alla riforma di Oddone di Cluny. Oggi, nei paesi di cultura anglosassone si celebra la festa di Halloween la quale, tuttavia, ha avuto una larga diffusione, negli ultimi anni, anche in Paesi non anglosassoni.

## Nel neopaganesimo

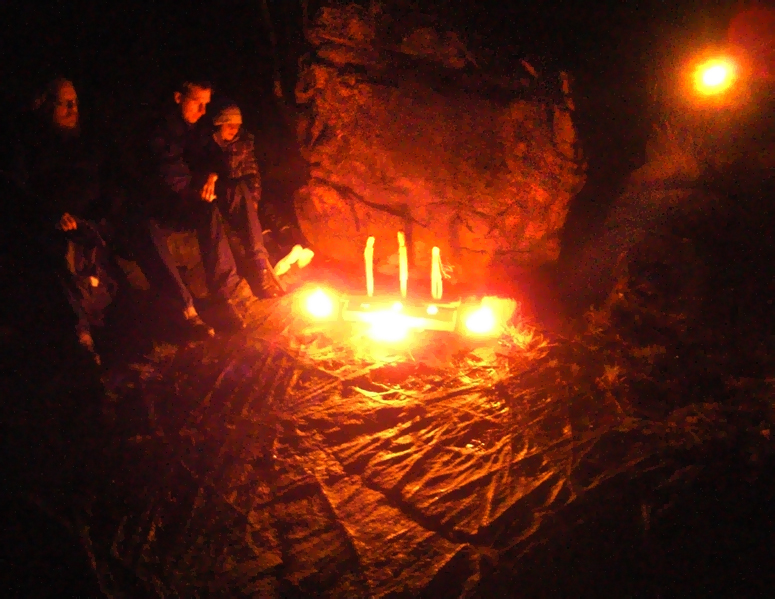
Un Álfablót (rito degli Elfi) per il Winternights germanico a Lilla Edet, Gotaland Occidentale, Svezia.

Samhain è oggi ripreso nella cultura neopagana. È una delle feste principali nella Ruota dell'anno per i wiccan (nello specifico quello in cui allegoricamente il Dio muore e la Dea ne piange la scomparsa) ed è una festa etnica tradizionale per i ricostruzionisti celtisti. Questi ultimi lo celebrano nel rispetto più scrupoloso possibile delle usanze celtiche storiche.
La festività corrispondente nel neopaganesimo germanico è Winternights (anche chiamato Winternacht, Vetrablot o Vetrnætr [Veturnètur]).

## Usanze storiche
Insieme a Imbolc, Beltaine e Lughnasa, Samhain era una delle quattro feste principali del calendario gaelico, che segnava la fine del raccolto e l'inizio dell'inverno. Le usanze di Samhain sono menzionate in diversi testi medievali.

### Falò rituali

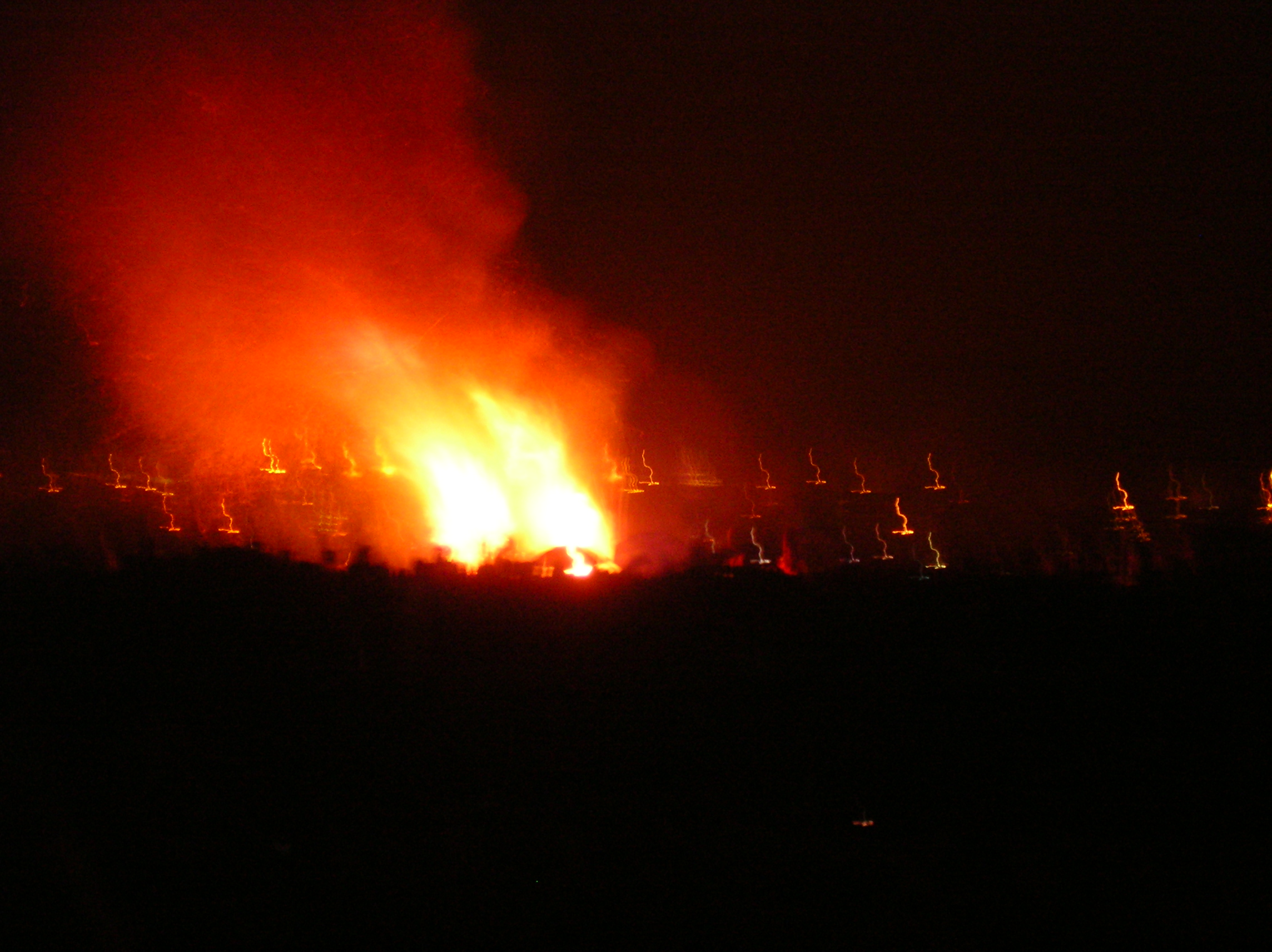
I falò sono stati una parte importante del festival in molte aree (qui, un falò di Beltane in Scozia).

Simile a Bealtaine, i falò venivano accesi sulle cime delle colline a Samhain e c'erano dei rituali che li coinvolgevano. Il folclorista Florence Marian McNeill afferma che un fuoco forzato (o necessario) era il modo tradizionale di accenderli, ma osserva che questo metodo si estinse gradualmente. Allo stesso modo, tradizionalmente venivano usati solo alcuni tipi di legno, ma documenti successivi mostrano che molti tipi di materiale infiammabile venivano bruciati. Si suggerisce che gli incendi fossero una specie di magia imitativa o simpatica: imitavano il Sole, aiutando i "poteri di crescita" e trattenendo il decadimento e l'oscurità dell'inverno.  Potrebbero anche servire simbolicamente a "bruciare e distruggere tutte le influenze dannose". I resoconti del 18º e 19º secolo suggeriscono che gli incendi (così come il loro fumo e le loro ceneri) fossero ritenuti avere poteri protettivi e purificatori.

### Divinazione
I falò venivano usati nei rituali di divinazione, anche se non tutta la divinazione prevedeva il fuoco. Nell'Ochtertyre (una casa di campagna e tenuta a Perth e Kinross, in Scozia) del XVIII secolo, un anello di pietre, una per persona, veniva deposto attorno al fuoco, forse su uno strato di cenere. Tutti poi gli girarono intorno con una torcia, "esultanti". Al mattino, le pietre venivano esaminate e se ne veniva smarrita una si diceva che la persona che rappresentava non sarebbe vissuta fuori l'anno. Un'usanza simile è stata osservata nel Galles settentrionale e in Bretagna. James Frazer suggerisce che questo potrebbe derivare da "un'antica usanza di bruciare effettivamente" (cioè il sacrificio umano) o potrebbe essere sempre stato simbolico. La divinazione ha probabilmente fatto parte della festa fin dai tempi antichi, ed è sopravvissuta in alcune zone rurali.
Alle feste domestiche in tutte le regioni gaeliche e nel Galles, c'erano molti rituali intesi a indovinare il futuro di coloro che si erano riuniti, specialmente per quanto riguarda la morte e il matrimonio. Mele e nocciole erano spesso usate in questi riti e giochi di divinazione. Nella mitologia celtica, le mele erano fortemente associate all'altromondo e all'immortalità, mentre le nocciole erano associate alla saggezza divina.
Due nocciole furono tostate vicino al fuoco. Se le noci saltavano via dal fuoco, era un brutto segno, ma se le noci venivano arrostite si prediceva una buona partita. Gli oggetti erano nascosti nel cibo - di solito una torta, un barmbrack, un cranachan, un champ o sowans - e porzioni di esso servite a caso. Il futuro di una persona è stato predetto dall'oggetto che è capitato di trovare; per esempio un anello significava matrimonio e una moneta significava ricchezza.

### Spiriti e anime
Come notato in precedenza, Samhain era visto come un tempo liminale, in cui il confine tra questo mondo e l'altromondo poteva essere superato più facilmente.
Anche i morti furono onorati a Samhain. L'inizio dell'inverno potrebbe essere stato visto come il momento più adatto per farlo, poiché in natura era un periodo di "morte". Si pensava che le anime dei morti tornassero nelle loro case in cerca di ospitalità. I posti erano apparecchiati a tavola e accanto al fuoco per accoglierli. La convinzione che le anime dei defunti tornino a casa una notte dell'anno e debbano essere placate sembra avere origini antiche e si ritrova in molte culture nel mondo.